# Монталбино (Салерно)
Монталбино је насеље у Италији у округу Салерно, региону Кампанија.
Према процени из 2011. у насељу је живело 97 становника. Насеље се налази на надморској висини од 78 м.